# Джо Спейн
Джо Спейн (на английски: Jo Spain) е ирландска журналистка, сценаристка и писателка на произведения в жанра трилър и криминален роман.

## Биография и творчество
Джоан „Джо“ Спейн е родена на 23 октомври 1979 г. в Дъблин, Ирландия. Завършва гимназия „Свети Йоан“ в квартал "Артейн" на Дъблин. Следва политика и философия в Тринити Колидж в Дъблин. След дипломирането си работи като журналист на свободна практика. Участва и в изборите през 2007 г., но не печели. После работи като финансов парламентарен администратор в Лейнстър Хаус, седалището на Ирландския парламент. По-късно работи като политически директор за Шин Фейн. Докато работи като журналист и на административна длъжност пише много и това я мотивира да започне да пише романи. Представя първия си ръкопис на литературен конкурс през 2014 г., и въпреки че не го печели, той е приет от издателство.
Първият ѝ роман „С нашата благословия“ от поредицата „Инспектор Том Рейнолдс“ е издаден през 2015 г. Възрастна монахиня е убита във Финикс Парк на Дъблин, а следите отвеждат инспектор Том Рейнолдс и екипът му в изолиран манастир. В хода на разследването и след поредното убийство открива, че има връзка с исторически събития, случили се в прословутите бивши перални на Магдалена, институции за „паднали жени“. Романът става бестселър и я прави известна.
През 2021 г. е издаден трилърът ѝ „Перфектната лъжа“. След семейна трагедия ирландката Ерин се мести в Ню Йорк и работи в престижно издателство, а не след дълго се омъжва за детектив Дани Раян. Щастливият ѝ живот приключва след като една сутрин идва полиция, а съпругът ѝ скача от четвъртия етаж. Ерин е обвинена в убийството му и репутацията и свободата ѝ са заложени на карта, а тя трябва да разкрие миналото му, за да се оневини. Романът ѝ е посветен на членовете на ирландската диаспора, които са далеч от родината и близките си.
От 2018 г. пише и като сценаристка за телевизионни сериали и филми.
Джо Спейн живее със семейството си в Дъблин.

## Произведения

### Самостоятелни романи
- The Confession (2018)[1][2][3]
- Dirty Little Secrets (2019)
- Six Wicked Reasons (2020)
- The Perfect Lie (2021)
Перфектната лъжа, изд.: ИК „Хермес“, Пловдив (2022), прев. Дори Габровска
- The Last to Disappear (2022)
- Don't Look Back (2023)

### Поредица „Инспектор Том Рейнолдс“ (Inspector Tom Reynolds)
1. With Our Blessing (2015)[1][2][3]
2. Beneath the Surface (2016)
3. Sleeping Beauties (2017)
4. The Darkest Place (2018)
5. The Boy Who Fell (2019)
6. After the Fire (2020)

### Екранизации и сценарии
- 2018 Taken Down – тв сериал, 6 епизода[3]
- 2022 Harry Wild – тв сериал с Кевин Райън и Джейн Сиймур